# Diálogos de la herejía
Diálogos de la herejía es una obra de teatro de Agustín Gómez Arcos, estrenada en 1964.

## Argumento
La obra adapta un suceso real ocurrido durante el siglo XVII en la villa extremeña de Llerena. A un pueblo, habitado prácticamente en su mayoría por mujeres, dado que los hombres han acudido a luchar a las Indias, arriban, el Peregrino y la Madre Asunta. El primero se proclama como un ser iluminado por la gracia divina y la mujer es una experta en el arte de las tercerías. Al poco de llegar, el Peregrino revoluciona al sector femenino, no le basta con rondar (llegando al acoso), a la joven y bella hija de posadera, sino que deja embarazada a la hidalga de la villa Doña Tristeza. Será entonces, cuando tras el revuelo montado, se inicie un proceso inquisitorial contra los tres personajes. Durante el proceso, los tres defienden el origen divino del futuro niño al que consideran un iluminado. Finalmente, y en el final de la obra, se produce el ajusticiamiento tanto del Peregrino como de Doña Asunta. Doña Tristeza pierde completamente la razón, quedando loca.

## Estreno
- Teatro Reina Victoria, Madrid, 23 de mayo de 1964.
  - Dirección: José María Morera.
  - Escenografía: Enrique Alarcón.
  - Intérpretes: Alicia Hermida, Asunción Montijano, María Luisa Arias, Pilar Bienert, Terele Pávez, José Antón, Gemma Cuervo, Julián Mateos, María Luisa Ponte, Fernando Hilbeck, Antonio Gandía, Carlos Criado, María Isabel Pallarés.